# Fernsehformat
|  | Dieser Artikel wurde aufgrund von inhaltlichen Mängeln auf der Qualitätssicherungsseite des Portals Medienwissenschaft eingetragen. Dies geschieht, um die Qualität der Artikel aus den Themengebieten Journalismus, Medien- und Kommunikationswissenschaften auf ein akzeptables Niveau zu bringen. Hilf mit, den Artikel zu verbessern, und beteilige dich an der Diskussion! |

Unter Fernsehformat versteht man in der Medienwissenschaft „die spezifische kommerzielle Ausgestaltung und lizenzgebundene Festlegung“ von Fernsehproduktionen. Umgangssprachlich wird der Begriff „Format“ mit Gattung bzw. Genre gleichgesetzt.
Während die Gattung, wie beispielsweise der Krimi, offen für Veränderungen ist, steht beim Format die strikte Einhaltung des vertraglich festgelegten Konzepts im Vordergrund. Ein bekanntes Beispiel für ein Fernsehformat ist die aus den USA übernommene Spielshow Glücksrad. Die Rate-Show Wer wird Millionär? wird weltweit als Fernsehformat vermarktet und ist in Abläufen und Details weitestgehend festgelegt, so dass sie – darin Marketing-Ketten ähnlich – überall wiedererkennbar ist. In dem Kinoerfolg Slumdog Millionär ließ sich das ausgezeichnet studieren.
Seit Beginn der 1980er Jahre dienten Formatfernseh-Serien wie Dallas und Der Denver-Clan mit ihrem Quotenerfolg als Vorbild für entsprechende deutsche Fernsehproduktionen. Charakteristisch war eine Erzähldramaturgie, der zufolge „ständig etwas passiert, ohne dass sich je etwas ändert“.

## Beispiele
- Big Brother
- Schlag den Star
- Pop Idol
- Survivor
- Wer wird Millionär?

## Produzenten
- Endemol Shine Germany
- Brainpool